# Rodrigo Possebon
Rodrigo Pereira Possebon (* 13. Februar 1989 in Sapucaia do Sul) ist ein ehemaliger brasilianisch-italienischer Fußballspieler.

## Karriere
Possebon spielt meist im defensiven zentralen Mittelfeld. Er startete seine Karriere beim brasilianischen Fußballklub Internacional Porto Alegre. Bei Internacional wurde er vom Manchester-Scout John Calvert-Toulmin entdeckt und zu Manchester United gelotst.
Bei Manchester unterzeichnete Possebon im Januar 2008 einen Vertrag. Er erhielt die Rückennummer 34, die zuvor Ryan Shawcross innehatte, der zu Stoke City abgewandert war.
Sein Profidebüt für Manchester feierte er am ersten Spieltag der Saison 2008/09, als er in der 63. Minute für Ryan Giggs gegen Newcastle United eingewechselt wurde; das Spiel endete 1:1. Den Großteil der Spielzeit verbrachte er jedoch in der Reservemannschaft der Red Devils, die in der Premier Reserve League agiert. Im Juli 2009 gaben ihn die Red Devils bis zum Saisonende auf Leihbasis an den portugiesischen Erstligisten Sporting Braga ab. Dort blieb ihm ein Einsatz im Ligabetrieb der SuperLiga verwehrt, lediglich ein Kurzeinsatz in der Qualifikation zur UEFA Europa League stand bis zum Ende der Leihfrist zu Buche.
Im August 2010 wechselte Possebon mit sofortiger Wirkung zum brasilianischen Erstligisten FC Santos, bei dem er einen Vierjahresvertrag bis 2014 erhielt. Bei Santos konnte er sich nicht etablieren und verließ er den Klub Mitte des Jahres 2011 wieder. Im Anschluss tingelte er durch unterklassige Klubs seiner Heimat und beendete 2018 seine aktive Laufbahn.

## Nationalmannschaft
Obwohl er gebürtiger Brasilianer ist, verfügt Possebon wegen der Abstammung seines Vaters über die italienische Staatsbürgerschaft und ist damit auch für die italienischen Auswahlmannschaften spielberechtigt. Er debütierte in der italienischen U-20-Auswahl am 22. April 2009 in der Partie gegen Deutschland, die mit einer 0:5-Niederlage endete.

## Erfolge
Manchester United
- FA Community Shield: 2008
- EFL Cup: 2008/09
- Premier League: 2008/09

Santos
- Copa do Brasil: 2010
- Staatsmeisterschaft von São Paulo: 2011
- Copa Libertadores: 2011